# آی‌ای‌آر-۴۶
آی‌ای‌آر-۴۶ (به انگلیسی: IAR-46) یک هواپیمای ساختِ کارخانهٔ ایندوستریا آئروناتیکا رومانا در کشور رومانی است.  این هواپیما در ۱۹۹۳ میلادی نخستین پرواز خود را انجام داد.